# Scott Herren
 (juillet 2013).
Si vous disposez d'ouvrages ou d'articles de référence ou si vous connaissez des sites web de qualité traitant du thème abordé ici, merci de compléter l'article en donnant les références utiles à sa vérifiabilité et en les liant à la section « Notes et références ».
Guillermo Scott Herren, plus connu sous le nom de Prefuse 73, est un compositeur américain de musique électronique et hip-hop. Il utilise divers noms d'emprunt notamment Prefuse 73, Savath and Savalas, Delarosa and Asora, et Piano Overlord. Il commença sa carrière en tant que DJ dans une petite boîte de nuit à Atlanta. Aujourd’hui il est signé sur les labels Warp Records et Stones Throw Records.

## Biographie
Né à Miami d'un père catalan et d'une mère cubaine, Guillermo Scott Herren (aka Prefuse 73) se retrouve ensuite à Atlanta, en Géorgie. Très tôt, sa mère le force à apprendre à jouer nombre d'instruments. « Elle essayait de m'éloigner des problèmes de la rue. Je jouais de tout, de la guitare au piano, en passant par la batterie. Avec le recul, je lui en suis reconnaissant[réf. nécessaire]. »
Sa mère lui fait également aimer le jazz, mais c'est à la patinoire qu'il découvre le Hip Hop Old School des Fat Boys, Kurtis Blow et Rakim. Il s'intéresse également à la musique électronique. Armé de ce magma d'influences, Herren commence sa carrière en travaillant pour des studios d'Atlanta, y produisant de nombreux rappeurs du dirty south. Mais le besoin de travailler sur ses propres morceaux prend rapidement le pas. « La musique n'était pas un hobby. Je jouais tous les jours, à l'époque. Je me suis affirmé, je faisais tout ce qu'il fallait pour y arriver. Au début, je collectionnais plein d'instruments d'occasion. Des boîtes à rythmes... [réf. nécessaire] ».
Son premier album Sleep Method Suite, sort sous le nom de Delarosa and Asora en 1997 chez Clockwise Records. Il y a déjà une trace de la complexité de ses futurs enregistrements. Trois ans plus tard, c'est sous le sobriquet de Savath and Savalas qu'il sort Folk Songs for Trains, Trees and Honey (Hefty records/Warp) - un album sombre et jazzy, qui correspond à la face ambient du style musical d'Herren. Un deuxième disque de Delarosa and Asora, Agony Pt. 1, sort en 2001, mais c'est avec un autre disque que Herren se fait vraiment remarquer cette année-là. Vocal Studies + Uprock Narratives, sorti chez Warp, est son premier enregistrement sous le nom de Prefuse 73. À la suite du succès de ce disque, et aidé par la réussite d'artistes tels que Four Tet ou RJD2, le hip-hop instrumental, l'IDM et l'electro deviennent de plus en plus populaires. One Word Extinguisher (Warp) de Prefuse 73 tombe donc à pic, en 2003. Toujours aussi prolifique, Herren sort Extinguished : Outtakes (Warp) la même année, une compilation de démos et bribes de morceaux.
En 2003, à la recherche de ses racines espagnoles, Guillermo part vivre à Gràcia, une ville au nord de Barcelone. C'est là qu'il compose deux albums sous le pseudo de Savath & Savalas : Apropa't et Manana sont tous deux sortis chez Warp en 2004. Mais les fans de Prefuse 73 n'ont pas eu le temps de s'impatienter. Surrounded by Silence sort en 2005, toujours chez Warp. C'est la première fois que Herren accueille autant de collaborateurs : de véritables stars du rap comme Ghostface Killah et El-P (sur Hideyaface) y participent, ainsi que Kazu de Blonde Redhead (We Go Our Own Way) et le duo folktronica The Books (Pagina Dos). Preparations, son nouveau disque, offre aux fans un subtil mélange de tous ses disques précédents.
En 2009, sous le nom de Diamond Watch Wrists, Zach Hill et lui reprennent un morceau du groupe australien Pivot pour la compilation Warp20 (Recreated). Le groupe a ensuite sorti l'album Ice Capped at Both Ends.
Herren sort trois ensembles sous le nom de Prefuse 73 en 2015 : deux EP (Forsyth Gardens et Every Color of Darkness) et un album, Rivington Não Rio.

## Discographie

### Prefuse 73
- 2000 : Estrocaro EP
- 2000 : Radio Attack / Nuno
- 2001 : Out Takes For 88'. (jamais publié)
- 2001 : Vocal Studies + Uprock Narratives (album)
- 2002 : Wylin Out (featuring Mos Def and Diverse)
- 2002 : The '92 Vs. '02 Collection
- 2003 : One Word Extinguisher (album)
- 2003 : Extinguished: Outtakes (album)
- 2004 : T5 Soul Sessions, Volume 1
- 2005 : HideYaFace
- 2005 : Prefuse 73 Reads the Books E.P.
- 2005 : Surrounded by Silence (album)
- 2006 : Security Screenings (album)
- 2007 : Preparations (album)
- 2009 : Everything She Touched Turned Ampexian (album)
- 2011 : The Only She Chapters (album)
- 2015 : Rivington Não Rio (album)
- 2015 : Forsyth Gardens
- 2015 : Every Color of Darkness
- 2018 : Sacrifices (album)
- 2024 : New Strategies for Modern Crime Vol. 1 (album)
- 2024 : New Strategies for Modern Crime Vol. 2 (album)

### Delarosa and Asora
- 1997 : Sleep Method Suite (album)
- 1999 : Crush the Sight-Seers
- 2001 : Backsome
- 2001 : Agony, Pt. 1 (album)

### Savath and Savalas
- 2000 : Folk Songs for Trains, Trees and Honey (album)
- 2001 : Immediate Action 1 (25 juillet 2001)
- 2002 : Rolls and Waves
- 2004 : Apropa't (album)
- 2005 : Mañana
- 2007 : Golden Pollen (album)
- 2009 : La Llama (composé avec Eva Puyuelo Mùns et Roberto Carlos Lange) (album)

### Piano Overlord
- 2004 : Tease EP  (EP)
- 2005 : The Singles Collection 03-05 (album)
- 2005 : Torture EP (EP)